# Heinrich Damer

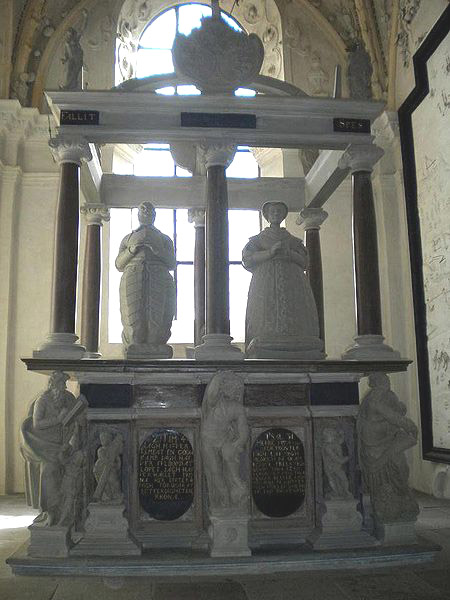
Carl Carlsson Gyllenhielms gravvård utförd av Heinrich Damer.

Heinrich Damer, död 1640 i Stockholm, var en tysk eller nederländsk bild- och stenhuggare verksam i Stockholm under 1630-talet. 
Damer omnämns första gången 1629 då han anlitades av Carl Carlsson Gyllenhielm för att utföra dennes gravmonument i Strängnäs domkyrka. När gravmonumentet stod klart 1633 anlitades han av Jakob Pontusson De la Gardie för att utsmycka palatset Makalös. Han räknades som en av de betydande mästarna i Stockholm och han var en av sex mästare som 1638 grundade bild- och stenhuggarämbetet i Stockholm.